# Idealna żona
Idealna żona (oryg. niem. Die ideale Gattin) – operetka Franza Lehára z librettem Juliusa Brammera i Alfreda Grünwalda. Premiera miała miejsce 11 października 1913 roku w Theater an der Wien w Wiedniu.

## Historia powstania utworu
Wiosną 1913 roku Lehár powrócił, po blisko 10 latach, do partytury Boskiego małżonka. Julius Brammer i Alfred Grünwald zaproponowali mu libretto zatytułowane Idealna żona, które stwarzało możliwość wykorzystania muzyki z tamtej operetki. W pewnym zakresie jedynie, akcja Boskiego małżonka rozgrywała się bowiem w starożytnej Grecji, a nowej sztuki w Hiszpanii. Utwór opowiada o panu de Cavalettim, zaniedbującym swoją żonę Elwirę. Ta pozoruje długą podróż, natychmiast jednak powraca pod postacią swojej rzekomej siostry Caroli, by odzyskać serce męża kobieciarza. Lehár zachował większość dawnych walców, nadał im jednak nową instrumentację, wprowadził też by podkreślić hiszpański koloryt utworu tango w III akcie.
Idealna żona odniosła, podczas premiery 11 października 1913 w Theater an der Wien, duży sukces, chociaż mówiono, że zawdzięczała go głównie znakomitej grze Huberta Marischki i Mizzi Günther. Muzyka okazała się na dłuższą metę nie do uratowania. Chociaż operetkę grano w setkach teatrów, nie weszła ona na trwałe do repertuaru Lehárowskiego. Dodatkowo przyniosła kompozytorowi problemy prawne. Po premierze berlińskiej (z uroczą kreacją Fritzi Massary w roli Elwiry) niemiecki komediopisarz Ludwik Fulda oskarżył librecistów o plagiat, zarzucając im wykorzystanie wątków jego farsy Bliźniaczka (Die Zwillingsschwester) wystawionej w 1901 roku. Brammer i Grünwald przedstawili na swą obronę dziesiątki komedii i fars, poczynając od Plauta, opartych na tym samym temacie. Proces ostatecznie zakończył się polubownie, jednak rozgłos jaki nadała mu prasa, nie był dla Lehára przyjemny, szczególnie, że zasiadał w tym czasie w zarządzie Związku Autorów i Kompozytorów, mającego na celu właśnie przestrzeganie i obronę praw autorskich.

## Królowa tanga
Po aferze plagiatowej Lehár oświadczył Brammerowi i Grünwaldowi, że nie napisze do ich tekstów ani jednej nuty. Na początku 1921 roku libreciści zaproponowali mu jednak nie tyle pisanie czegokolwiek, co przejrzenie nowej wersji Idealnej żony. Napisali do niej nowe dialogi, pozmieniali parę sytuacji, całości nadali modny tytuł Królowa tanga (Die Tangokönigen) i oczekiwali od kompozytora jedynie zgody na wystawienie tej adaptacji. Lehár, który bardzo lubił dawać nowe szanse starym utworom, zgodził się na premierę utworu w Apollo Theater. Dyrektor Theater an der Wien przejął w tym czasie scenę Apollo Theater i mógł elastycznie planować repertuar obydwu scen. Ponieważ na scenę Teatru nad Wieną Lehár pisał w tym czasie nową operetkę, dyrektor nie chciał jej blokować, spodziewając się większego sukcesu po premierze. Tymczasem Apollo, jeszcze od swych rewiowych czasów, słynął z bogatej, z dużym rozmachem przygotowywanej scenografii, co przy farsowej, rozgrywającej się w eleganckich salonach Królowej tanga miało pewne znaczenie. Premiera odbyła się 9 września 1921 roku i spotkała się z dużym zainteresowaniem publiczności. Zgodnie z przewidywaniami zachwycano się głównie toaletami obu występujących śpiewaczek - Idy Russkiej i Olgi Bartos-Trau, oraz pięknym wystrojem wnętrz.